# Málta vizei
Málta vízháztartását alapvetően meghatározza a szigetek mérete és geológiai felépítése: a kis területű és alacsony mészkőtáblákon állandó vízfolyások nem tudnak kialakulni. A száraz nyáron az időszakos medrek is kiszáradnak.

## Természetes vizek és csapadék

### Földközi-tenger
Málta legfontosabb vize a szigeteket körülvevő Földközi-tenger. A mindennapi élet szorosan összefügg a tengerrel: ivóvíz, közlekedés és élelmezés (halászat) céljára is szolgál. A szigetek partvonala nagyrészt meredek, a szigetek néhány öble azonban kitűnő kikötési, sportolási és fürdési lehetőségeket is biztosítanak.

### Édesvizek
Málta természetes vizei kizárólag időszakos vízfolyások, amelyek az esős időszakokban felszínre törő forrásokból órák alatt eljutnak a tengerig, majd megszűnnek. Ezek völgyeit máltai nyelven wied-nek nevezik. Az alacsony mészkő szigeteken állandó vízfolyás nem alakulhat ki. Megfelelő adottsággal rendelkező helyeken néhány kút és forrás egész évben képes minimális mennyiségű vizet adni. Több időszakos vízfolyás korábbi, nedvesebb klimatikus körülmények között kialakult folyóvölgyekben fut a tengerig, illetve a Marsamxett és a Nagy Kikötő is a tenger által feltöltött egykori folyóvölgyek.

### Csapadék
Éghajlatából adódóan Máltán szinte az egyetlen csapadék az eső. Az évi csapadékmennyiség sokévi átlaga 560 mm, bár ez nem sokat mond, ez az érték ugyanis évről évre jelentősen (évi 1015 mm és 255 között) ingadozik. A csapadék október és április között esik, többnyire viharral kísért záporok formájában, a lehulló csapadék mennyisége egyetlen éjjel elérheti a 40 mm-t is.

## Vízgazdálkodás
Bár Máltán felszíni édesvíz híján az ivóvizet is mélyre fúrt kutakból és sótlanított tengervízből kell előállítani, a csapadék raktározása és felhasználása alig megoldott. Az esővíz akadálytalanul folyik le a tengerbe, csupán néhány helyen épült földalatti ciszterna vagy felszíni medence (az ún. Chadwick Lakes), amely az esővíz egy részét képes eltárolni.
Maltán 90, Gozón 30 fúrt kút biztosítja Málta ivóvizének 45 százalékát, a többit a három fordított ozmózisos berendezés állítja elő. Málta vízfogyasztása az 1990-es évek óta felére esett vissza, és a fordított ozmózisos tisztítók is képesek nagyobb kapacitásra, az országban így nem sietnek a fent említett esővízmegőrző vagy egyéb víztakarékossági projektek kivitelezésével.
Az öntözött mezőgazdasági terület a lehetőségeknek megfelelően minimális, 10 km².

## Árvizek
Mivel a szigeteken nincs csatornahálózat és a lefolyó esővíz számára medreket sem alakítottak ki, záporok idején sok helyen az utcákon ömlik le a víz.
Mivel a nagy mennyiségű víz sokszor hatalmas károkat okoz és nem egyszer emberéleteket is követel, 2011-ben tervek készültek egy földalatti vízelvezető alagút építésére, amely Birkirkara területétől levezetné az esővizet, ugyanis itt a Valley Roadnál okozza a legnagyobb károkat az esővíz. Legolcsóbb megoldásként egy egyszerű, 11 km hosszú alagutat építenek. Az építkezés 2012 szeptemberében indult meg.

## Hírek, cikkek

### Csapadék
- „October was third wettest since 1951”, Times of Malta, 2010. november 2.. [2010. november 5-i dátummal az eredetiből archiválva] (Hozzáférés: 2010. november 2.) (angol nyelvű)

### Vízfelhasználás
- Peregin, Christian. „Wanted for rain collection: Six football grounds, 21 storeys high”, Times of Malta, 2010. október 29.. [2010. november 1-i dátummal az eredetiből archiválva] (Hozzáférés: 2010. november 1.) (angol nyelvű)
- Calleja, Claudia. „Channelling rainwater into boreholes”, Times of Malta, 2010. október 31.. [2010. november 3-i dátummal az eredetiből archiválva] (Hozzáférés: 2010. november 1.) (angol nyelvű)

### Árvíz
- Galea, Keith. „Solving the flooding problem in Gżira”, Times of Malta, 2010. október 4.. [2010. október 7-i dátummal az eredetiből archiválva] (Hozzáférés: 2010. november 1.) (angol nyelvű)
- „National Flood Relief Project to cost €56 million”, Times of Malta, 2010. október 25.. [2010. október 29-i dátummal az eredetiből archiválva] (Hozzáférés: 2010. november 1.) (angol nyelvű)
- Peregin, Christian. „Violent storm causes widespread damage and traffic distruptions”, Times of Malta, 2010. október 26.. [2010. október 29-i dátummal az eredetiből archiválva] (Hozzáférés: 2010. november 1.) (angol nyelvű)
- „Flood relief: Not a moment too soon”, Times of Malta, 2010. október 26.. [2011. március 7-i dátummal az eredetiből archiválva] (Hozzáférés: 2010. november 1.) (angol nyelvű)
- Calleja, Claudia. „Monday’s rainfall heaviest in 70 years”, Times of Malta, 2010. október 27.. [2010. október 30-i dátummal az eredetiből archiválva] (Hozzáférés: 2010. november 1.) (angol nyelvű)
- „After the floods... EU demands Malta's river basin plans”, Times of Malta, 2010. október 28.. [2010. október 31-i dátummal az eredetiből archiválva] (Hozzáférés: 2010. november 1.) (angol nyelvű)
- Schembri, David. „‘Flooding by design’”, Times of Malta, 2010. november 1.. [2010. november 3-i dátummal az eredetiből archiválva] (Hozzáférés: 2010. november 1.) (angol nyelvű)